# Túnel Rei Pelé
O Túnel Rei Pelé é uma passagem subterrânea que passa sob a Avenida Central em Taguatinga, ligando a Estrada Parque Taguatinga (EPTG) à Avenida Elmo Serejo.
Com um orçamento de R$ 372 milhões, é o maior túnel do Distrito Federal e um dos maiores do país.